# Berchtesgaden Hauptbahnhof
Berchtesgaden Hauptbahnhof ist der Endbahnhof der Bahnstrecke Bad Reichenhall–Berchtesgaden im bayerischen Markt Berchtesgaden. Der Hauptbahnhof ist mit Busverbindungen in alle Gemeinden der zentrale Verkehrsknotenpunkt des Berchtesgadener Talkessels. Das Empfangsgebäude, die Bahnsteigdächer, ein Fußgängersteg und ein Stellwerksgebäude stehen unter Denkmalschutz. Das Empfangsgebäude befindet sich heute in Privatbesitz.
Bis 1938 führte zudem die Bahnstrecke Berchtesgaden–Hangender Stein nach Österreich hinüber. Fußläufig vom Hauptbahnhof entfernt befand sich zudem bis 1965 der Ausgangspunkt der Königsseebahn.

## Lage

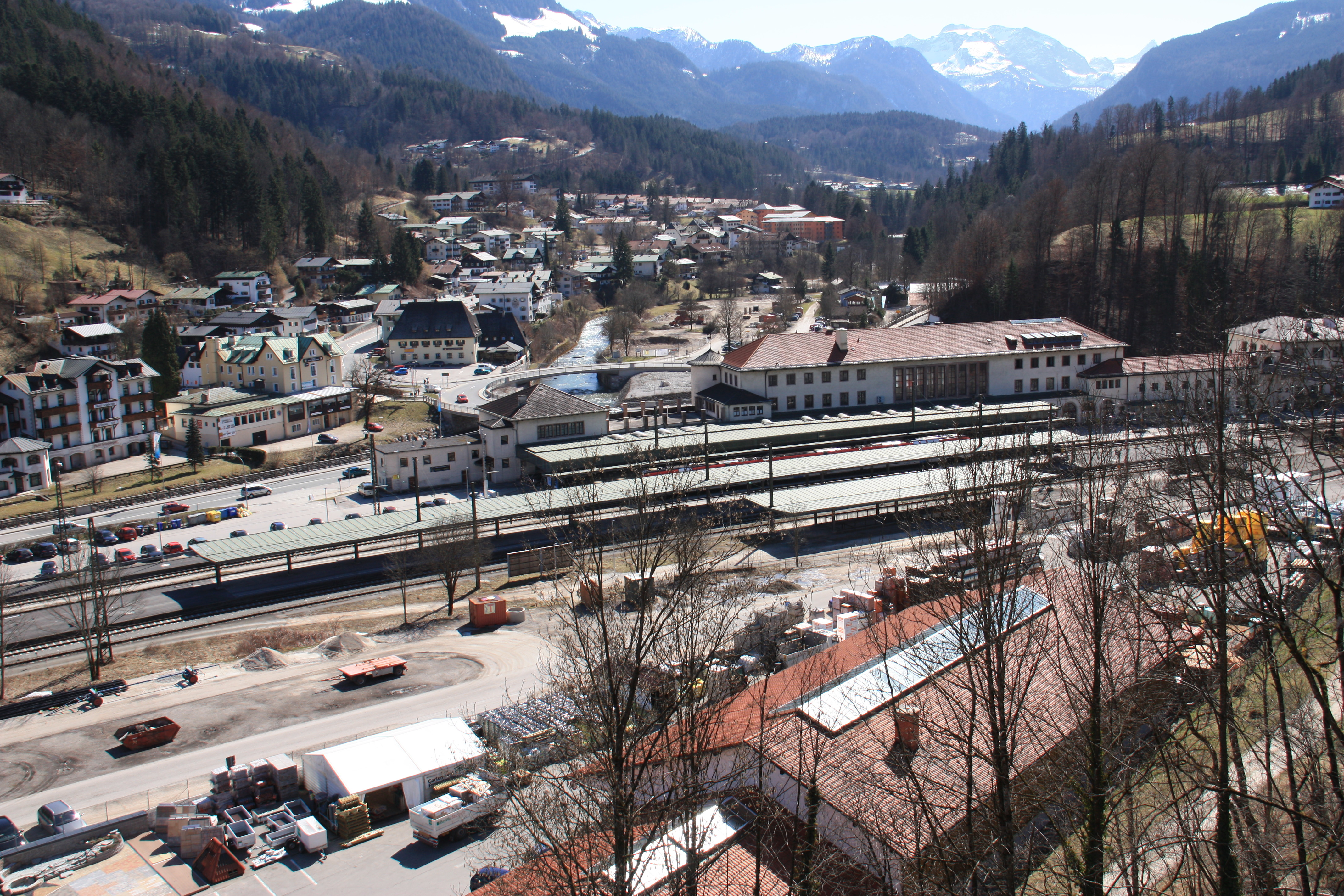
Luftbild vom Hauptbahnhof (2010)

Der Bahnhof befindet sich südwestlich des höher liegenden, historischen Marktzentrums von Berchtesgaden im Tal der Ramsauer Ache an der Bundesstraße 305. Er wird südlich durch die Ramsauer Straße und den Bahnhofsvorplatz begrenzt. Östlich grenzt die Bahnhofstraße an die Bahnanlagen, westlich des Bahnhofs befindet sich die Straße Am Güterbahnhof.

## Geschichte

Bahnhof Berchtesgaden (1893)

Der Bahnhof Berchtesgaden neben der Saline Frauenreuth ging am 25. Oktober 1888 zusammen mit der von Reichenhall kommenden Strecke in Betrieb. Er besaß damals drei Gleise, eines davon mit Bahnsteig, die anderen beiden waren Ladegleise. Außerdem gehörten noch ein Lokomotivschuppen und ein dreistöckiges Empfangsgebäude dazu. Die Gemeinde Berchtesgaden war mit dem Bahnhof nicht zufrieden, da er ihr zu klein geraten schien.
Am 16. Juli 1907 eröffneten die Königlich Bayerischen Staatseisenbahnen schließlich den ersten Teilabschnitt der Strecke nach Hangender Stein, der bis Marktschellenberg führte. Am 15. Januar 1908 begann der elektrische Betrieb Richtung Hangender Stein.

Postbus nach Hintersee (1907)

Als eine der ersten Postbuslinien wurde 1907 ab dem Vorplatz des Bahnhofs die Verbindung Berchtesgaden–Hintersee eingerichtet.
Am 29. Mai 1909 ging die Königsseebahn nach Königssee in Betrieb. Für sie wurde auf dem gegenüberliegenden Triftplatz der eigenständige Königsseer Bahnhof sowie ein Verbindungsgleis zwischen beiden Bahnhöfen eingerichtet.
1913 wurde der Berchtesgadener Bahnhof zum Hauptbahnhof, 1916 der elektrische Betrieb von Bad Reichenhall her aufgenommen. Zur Entlastung des Bahnhofs wurden in Bischofswiesen drei Gleise angelegt, für den Umbau des Berchtesgadener Hauptbahnhofs war im Ersten Weltkrieg und der Folgezeit kein Geld vorhanden. Erst 1932 wurde ein weiteres Gleis verlegt, der Bahnhof erhielt eine Bahnsteigunterführung und eine Güterhalle, die auf dem Gelände der alten Saline entstand.
Wegen der Staatsbesuche in seiner Zweitresidenz, die Adolf Hitler mit dem Berghof und der Kleinen Reichskanzlei nahe Berchtesgaden anlegen ließ, wurde ein repräsentativerer Hauptbahnhof in Berchtesgaden erforderlich. Die Deutsche Reichsbahn ließ das neue Gebäude von 1937 bis 1940 in einer für die Zeit des Nationalsozialismus typischen Architektur errichten, einer Mischung aus Neoklassizismus und Heimatstil, und eröffnete es am 1. Februar 1940. Parallel zum Empfangsgebäude wurde der Bahnhof in einem Nebengebäude mit einem neuen mechanischen Stellwerk ausgestattet. Verbunden mit dem Bahnhofsgebäude wurde ein neues Postamt. Des Weiteren erfolgte eine Erweiterung des Bahnhofs auf fünf Bahnsteiggleise, vier lagen an zwei Inselbahnsteigen und ein weiteres am Hausbahnsteig. Die Anlagen für den Güterverkehr wurden seinerzeit jedoch kaum ausgebaut. Dafür sollte eine eigene Betriebsstelle Berchtesgaden Nord entstehen.
Am 2. Oktober 1938 wurde die Strecke nach Hangender Stein eingestellt, um den Bau einer zweigleisigen Hauptbahn und den Ausbau der Straßenverbindung zu beginnen. Der Tunnel der geplanten Hauptbahn südlich des Hauptbahnhofes wurde aufgefahren und existiert bis heute, durch den Zweiten Weltkrieg und seine Folgen kam es nicht zur Fertigstellung der Verbindung. Nach dem Luftangriff auf Bad Reichenhall am 25. April 1945 war der dortige Bahnhof und die Gleisanlagen zerstört und in der Folge auch der Zugverkehr auf der Strecke nach Berchtesgaden bis zum Sommer 1945 unterbrochen.
1940 sowie 1951 wurden die großen Freskenmalereien an der Ost- und Westseite im Innern der Bahnhofshalle von Maria Harrich geschaffen – bislang ungeklärt, ob die Fresken (und wenn ja, in welcher Reihenfolge) nacheinander gemalt oder beide 1951 überarbeitet wurden.
In den letzten Jahrzehnten wurde der früher gängige Fernverkehr von und nach Berchtesgaden in alle Teile Deutschlands eingestellt. Der Bahnhof wird heute nur noch von ungefähr 20 Zügen täglich im Nahverkehr bedient, wobei er in das Netz der S-Bahn Salzburg integriert ist. De facto besteht mit dem IC/RE-Zugpaar Königssee der Deutschen Bahn zwischen Berchtesgaden und Hamburg-Altona weiterhin eine Direktverbindung nach Norddeutschland, jedoch verkehrt es südlich von Freilassing als RE.
Die Gleisanlagen für den Güterverkehr wurden zurückgebaut, sodass heute außer den vier Bahnsteiggleisen keine weiteren Gleise mehr existieren.
Der unter Denkmalschutz stehende Fußgängersteg ist gesperrt; er existiert nur noch als Stahlgerippe ohne die zugehörigen Bretter.

## Infrastruktur

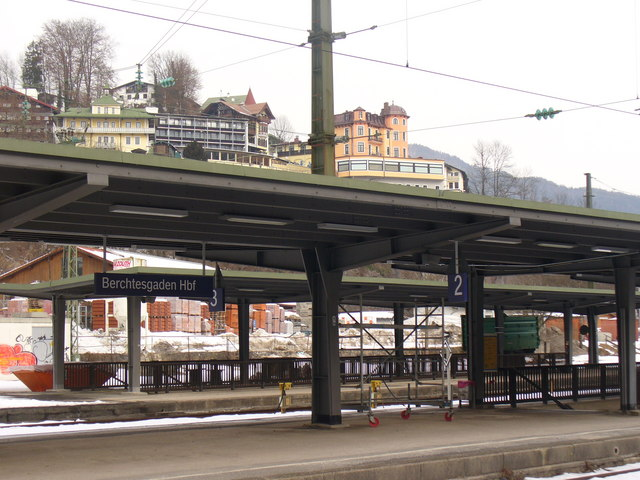
Bahnsteige des Bahnhofs

Der Bahnhof besitzt vier Bahnsteiggleise, alle mit Umsetzmöglichkeit, die durch eine nicht barrierefreie Fußgängerunterführung mit dem Hausbahnsteig verbunden sind:
- Gleis 1: Bahnsteighöhe 38 cm, Länge 210 m
- Gleis 2: Bahnsteighöhe 38 cm, Länge 215 m
- Gleis 3: Bahnsteighöhe 38 cm, Länge 210 m
- Gleis 4: Bahnsteighöhe 38 cm, Länge 33 m

Die Bahnsteige verfügen über dynamische Fahrgastinformationen. Auf dem Bahnhofsvorplatz ist ein Busbahnhof eingerichtet.

## Verkehr
| Linie           | Betreiber               | Strecke                     | Frequenz              |
| --------------- | ----------------------- | --------------------------- | --------------------- |
| RE 24           | DB Fernverkehr          | Freilassing – Berchtesgaden | zwei Zugpaare täglich |
| S-Bahn Salzburg | Bayerische Oberlandbahn | Freilassing – Berchtesgaden | stündlich             |

## Galerie

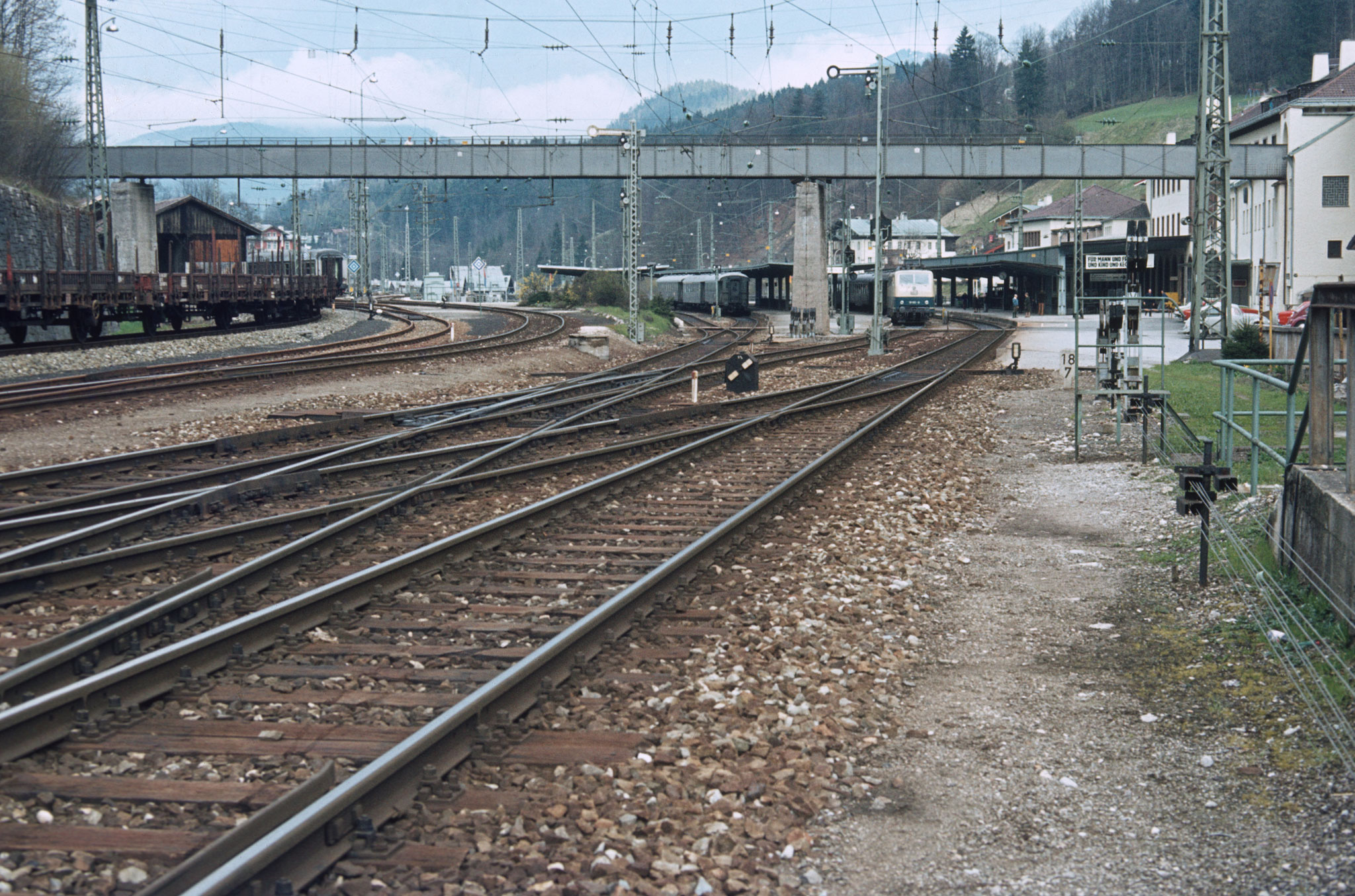
Bahnhofseinfahrt; die im Vordergrund erkennbare doppelte Gleisverbindung wurde 1981 durch zwei einfache Gleisverbindungen ersetzt. Links ist der in der ersten Hälfte der 1980er Jahre abgebrochene Lokschuppen zu erkennen.
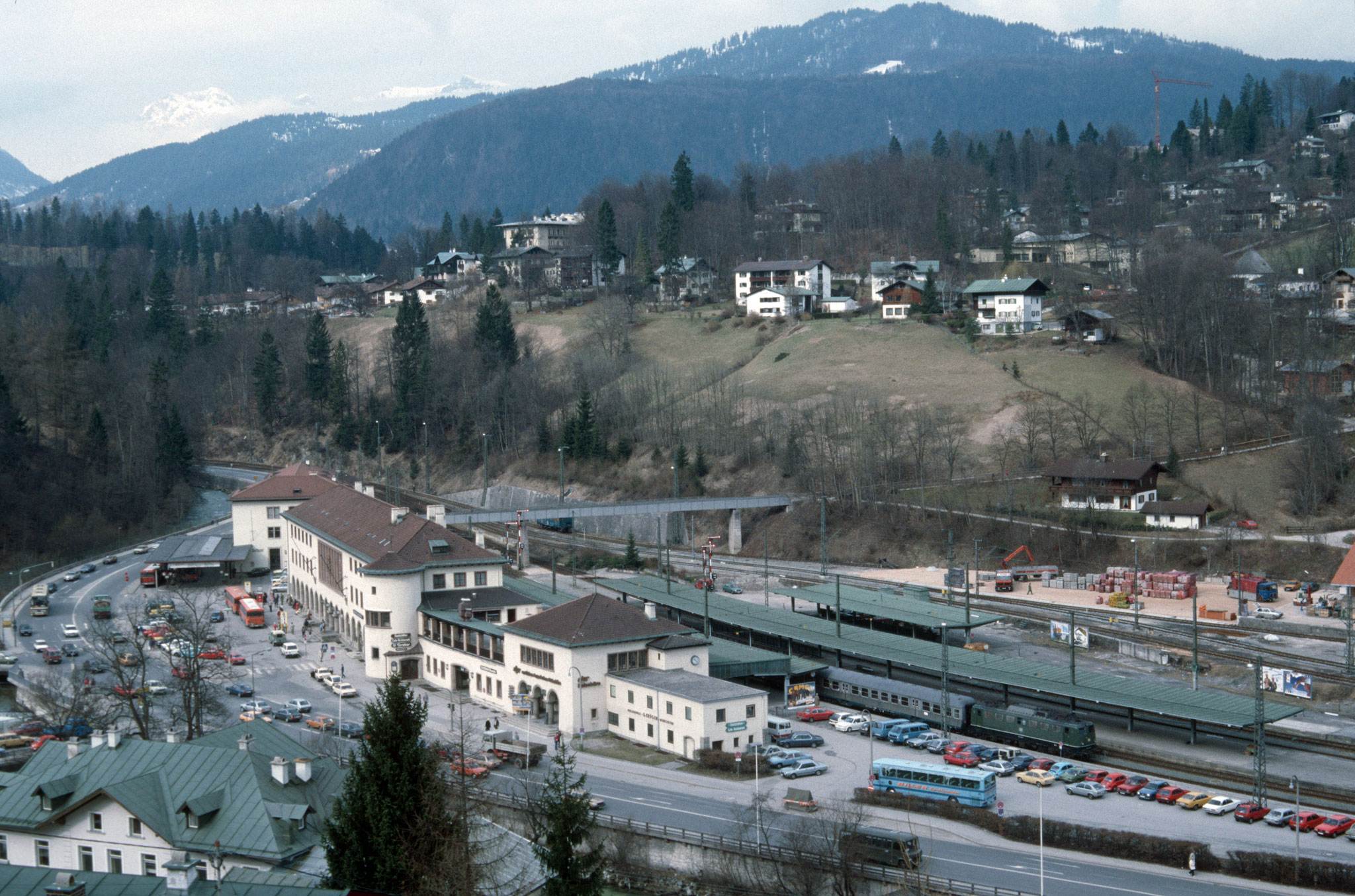
Bahnhof im April 1986, auf der durch Abbruch des Lokschuppens freigewordenen Fläche befindet sich nun ein Baustoffhandel. Seit Ende des Winterfahrplanes 1982/1983 ist auch der langjährige Einsatz der BR 144.5 auf der Strecke Geschichte; sie wurden durch Lokomotiven der BR 140 ersetzt.
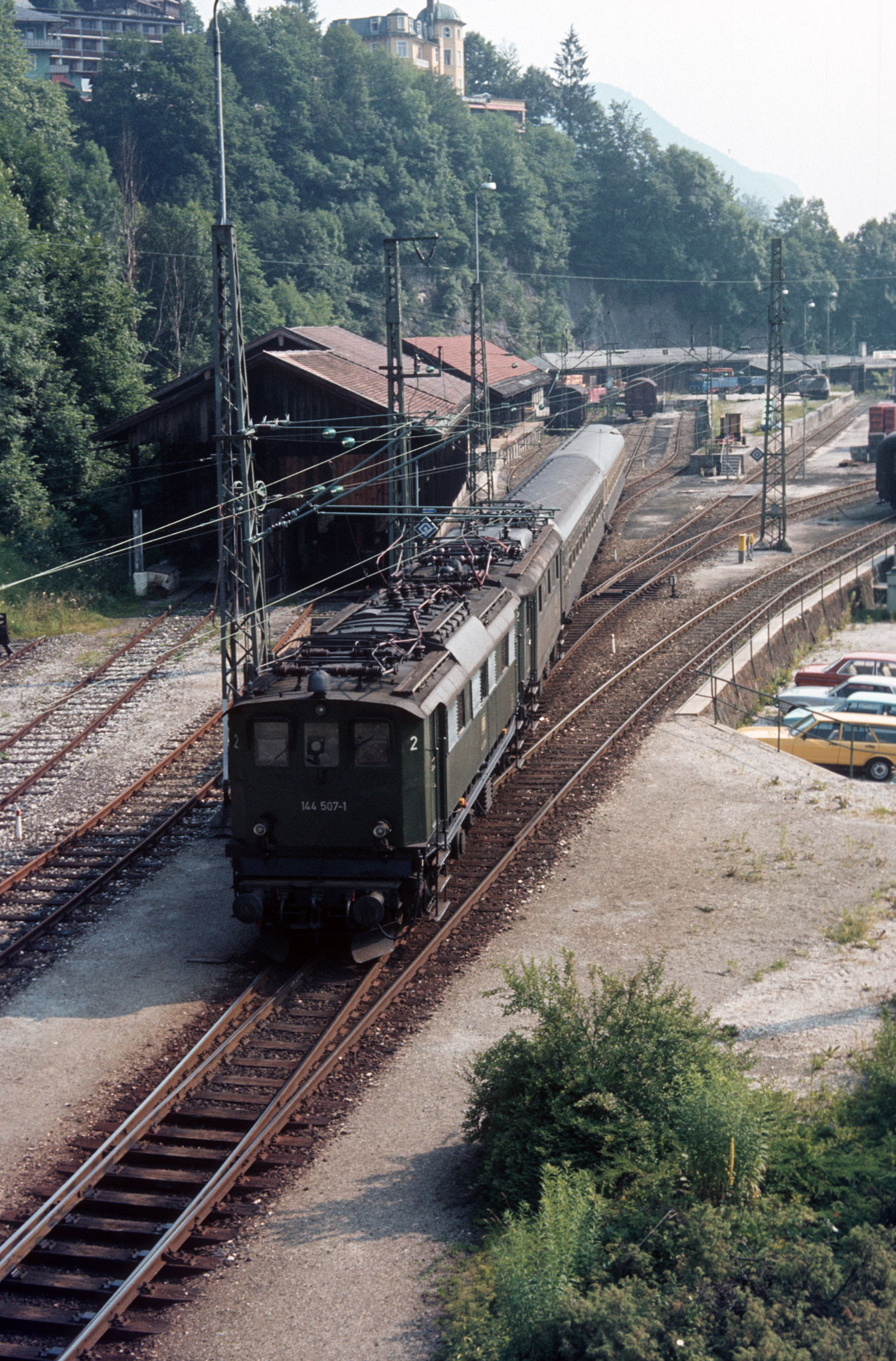
144 507-1 rangiert im Mai 1980 mit einer Schwestermaschine ein paar Reisezugwagen im Bahnhof, bevor sie den E 799 (ab Freilassing: D 799) nach Kassel übernehmen. Links ist der Lokschuppen und im Hintergrund sind die Ladegleise für den Güterverkehr zu erkennen.
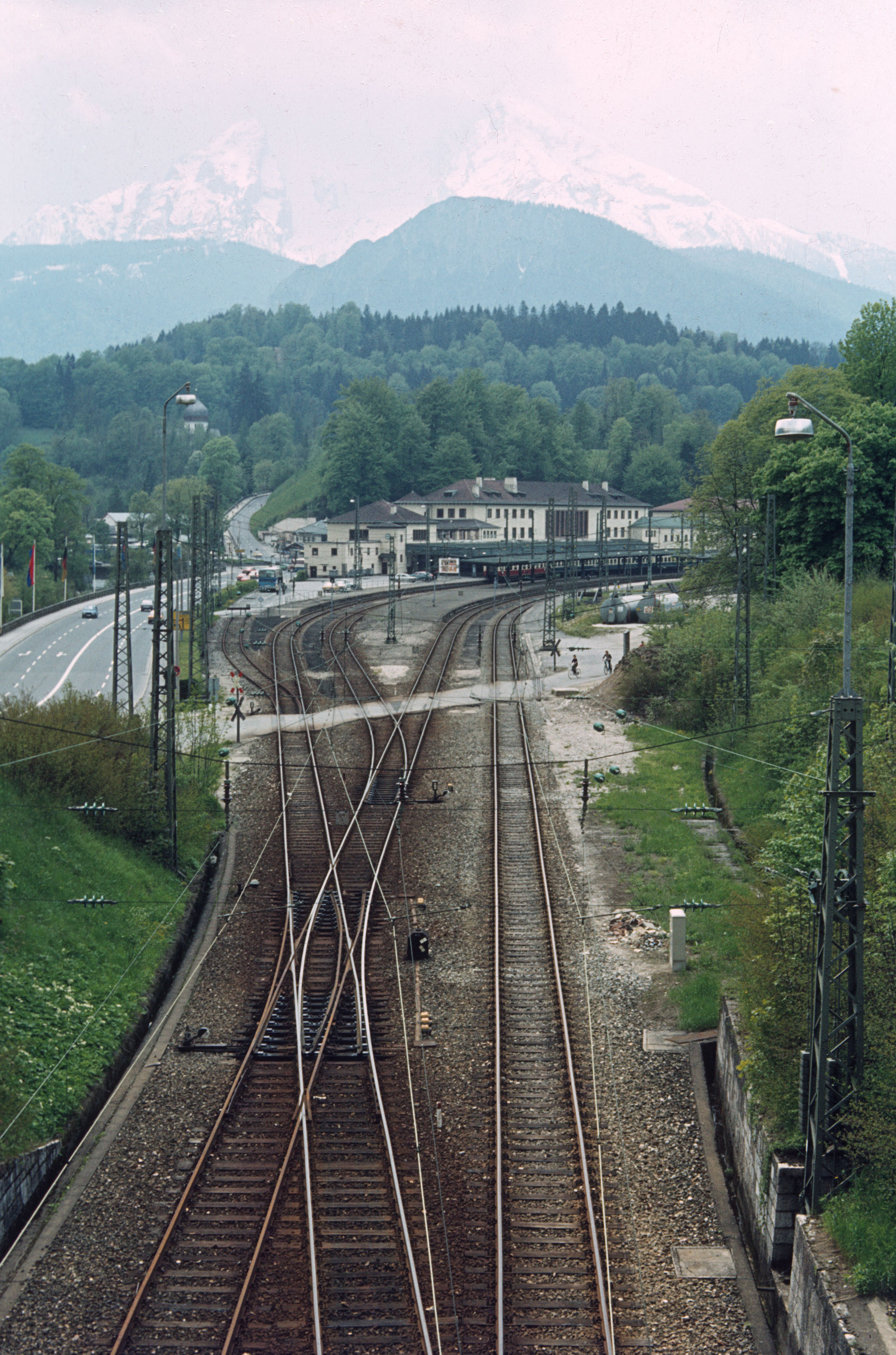
Nordöstliche Ausfahrt in Richtung Salzburg, vom Tunnelportal aus gesehen. Das links im Bild erkennbare Stumpfgleis stellte einst die Verbindung zur Königsseebahn her.